# Drommberg

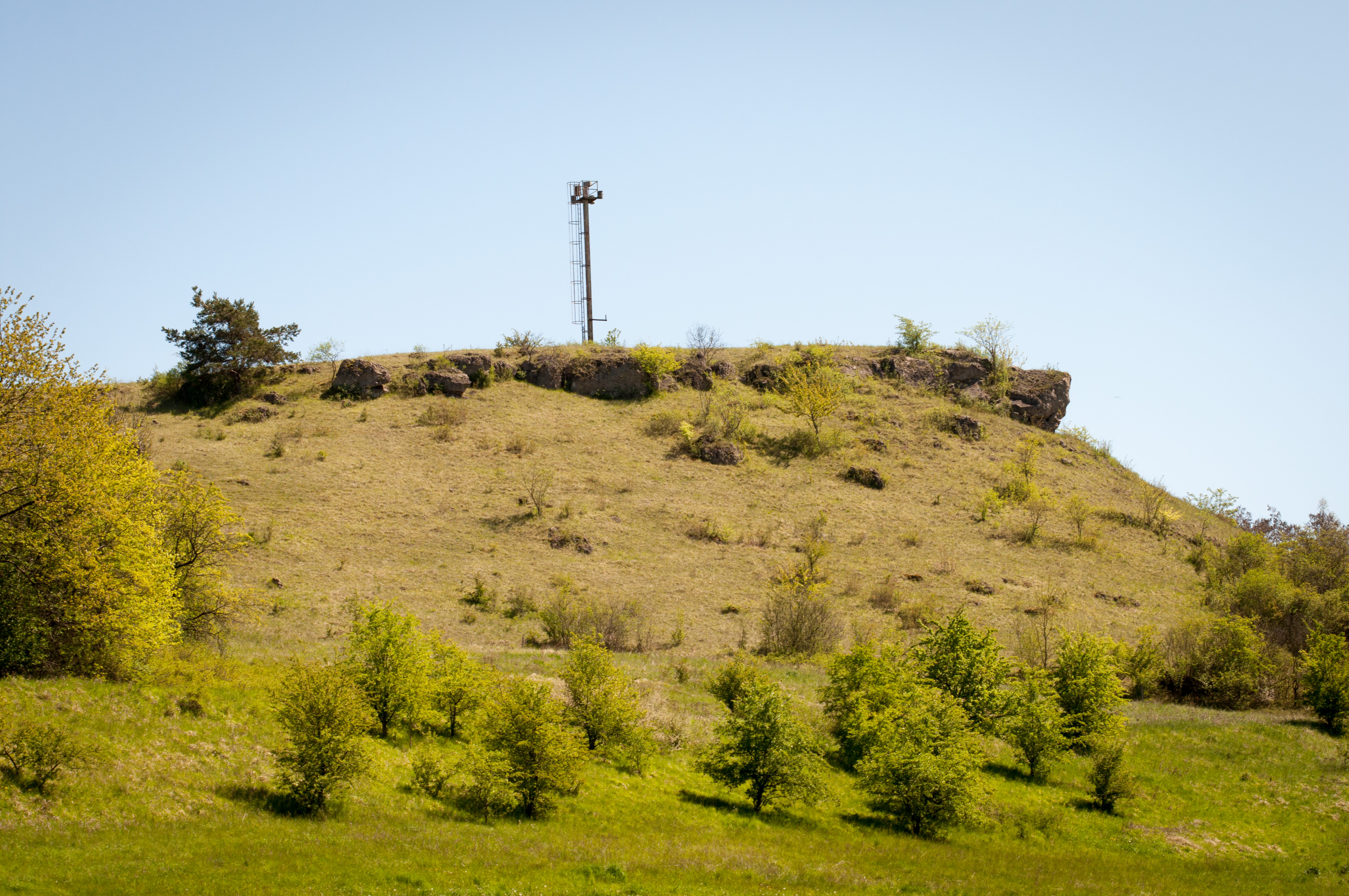
Der Drommberg-Hügel von der Straße aus gesehen

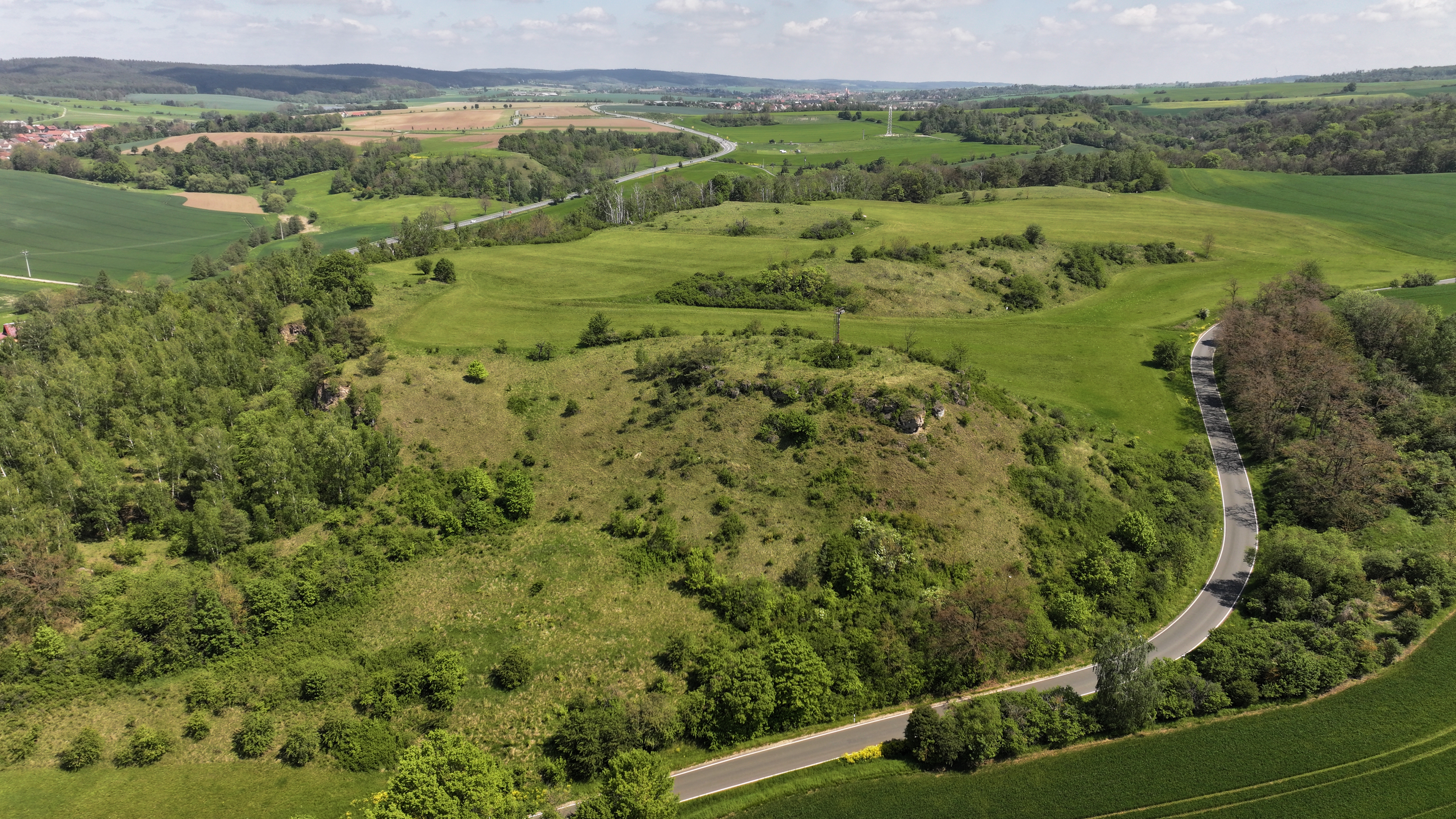
Luftbild Landschaftsschutzgebiet Drommberg

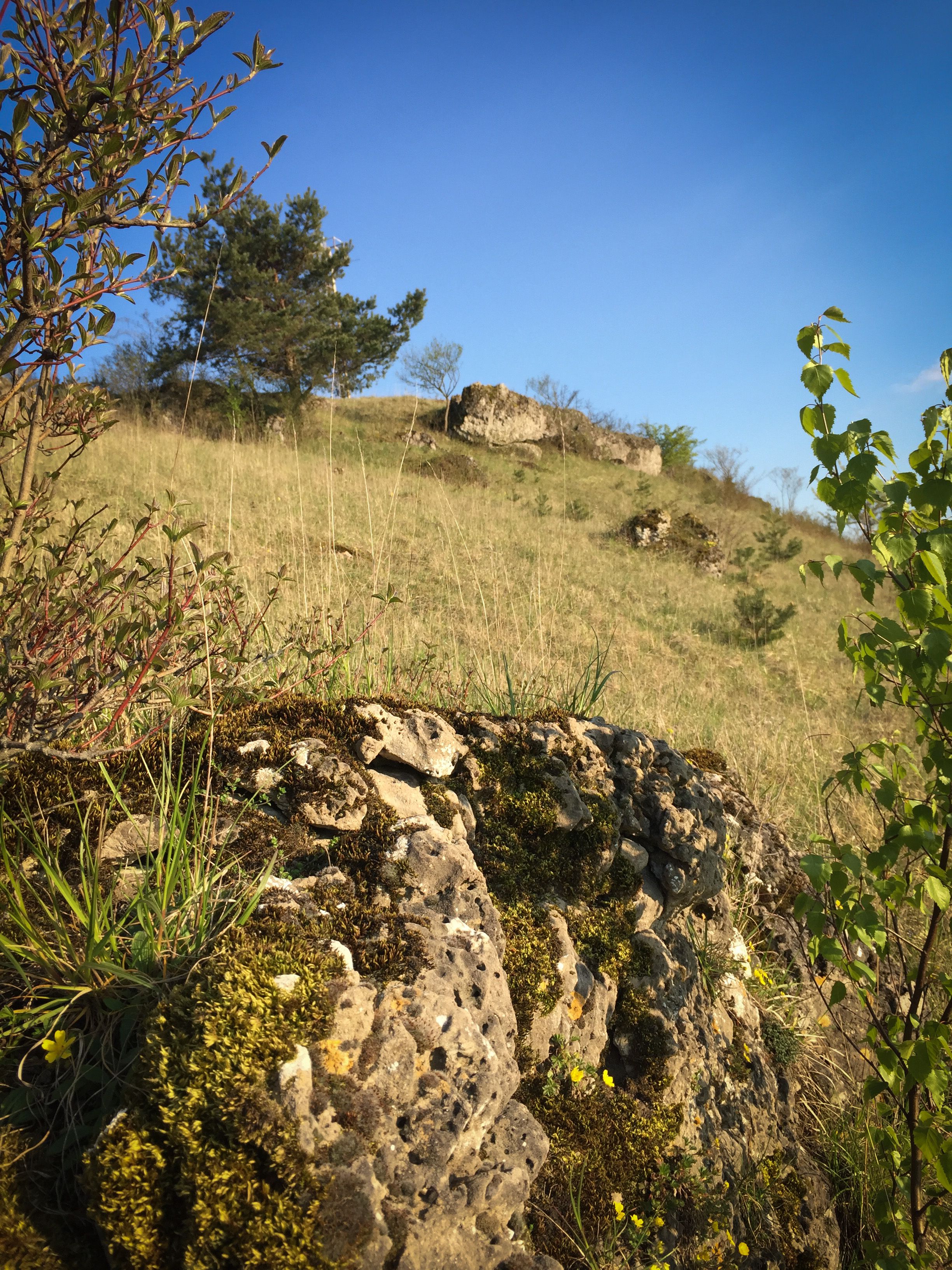
Zechsteintrümmer des Drommbergs

Das Landschaftsschutzgebiet Drommberg liegt in der Gemeinde Kolba (OT von Oppurg) und ist ein Ausläufer des östlichen Zechsteinriffgebiets der Orlasenke. Es grenzt dabei nordöstlich an die Gemeinde Lausnitz, südöstlich an Krobitz (OT von Weira) und westlich an Oberoppurg, entlang des Dürrbachs.
Die Kreisverbindungsstraße zwischen Kolba und Krobitz durchläuft das LSG, nördlich wird es durch die Regionalbahnverbindung Gera-Saalfeld in der Nähe des Harrasmühlentunnels begrenzt.

## Namensursprung
Namensgebendes Objekt ist der gleichnamige Hügel 'Drommberg', dessen charakteristisches Merkmal die Ansammlung von großen Zechsteintrümmern um die Hügelspitze ist.